# 天野屋 (千代田区)
株式会社天野屋（あまのや）は、東京都千代田区外神田二丁目にある自家製糀を使った製品の店舗。

## 概要
天野屋は、1846年(弘化3年)に創業された。創業当時から、「明神甘酒」「芝崎納豆」「江戸味噌」などを、敷地内の地下6mの土室（むろ）で作られた糀（米こうじ）を生成し、熟成を待って作られている。

## 営業情報
- 閉店日 - 4月 - 12月第1週日曜日（12月第2週 - 3月末、日曜日無休）、8月10日 - 17日
- 開店日 - 月 - 土曜日、祝日
- 営業時間 - 月曜 - 土曜日 午前10時 - 午後6時、祝日 午前10時 - 午後5時
- 取扱商品
  - 甘酒 - 合格明神、明神甘酒、ストレート甘酒、合格甘酒
  - 糀 - 生糀、塩糀セット、塩糀
  - 納豆、納豆ふりかけ、ドライ納豆 - 芝崎納豆、納豆ふりかけ、納豆茶漬け、唐辛子入り納豆ふりかけ
  - 久方味噌、江戸味噌、田楽味噌
  - 漬け物 - 黄金楽京、青じその実、葉唐辛子、特選福神漬、紅生姜、小茄子辛子漬
  - 甘酒まんじゅう、明神わらび、くず餅
  - お豆類 - 明神福豆
  - 乾菓子 - 塩かりんとう、ピーナッツ太鼓、味噌せんべい、納豆あられ
  - その他 - やげん堀、ピーナッツ味噌
  - グッズ、小物 - 天野屋特製神田祭キューピー

## 交通アクセス
- 鉄道
  - JR中央線、JR総武線 - 御茶ノ水駅より徒歩5分、JR山手線 - 秋葉原駅、JR京浜東北線 - 秋葉原駅より徒歩7分
  - 東京メトロ丸ノ内線 - 御茶ノ水駅より徒歩4分、東京メトロ千代田線 - 新御茶ノ水駅より徒歩5分、湯島駅より徒歩10分、東京メトロ銀座線 - 末広町駅より徒歩5分

## ギャラリー

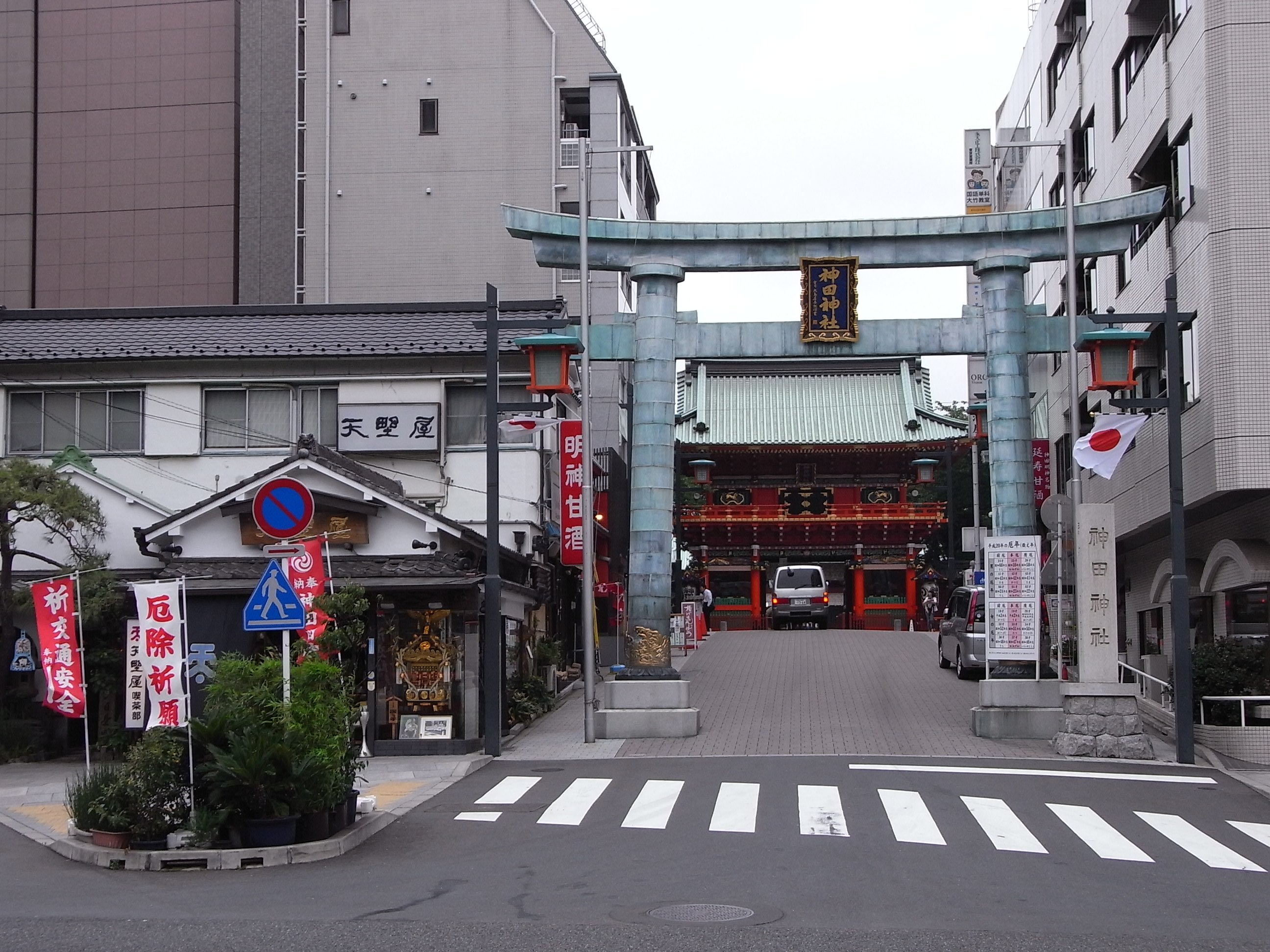
神田明神一之鳥居横の天野屋（2008年6月20日）
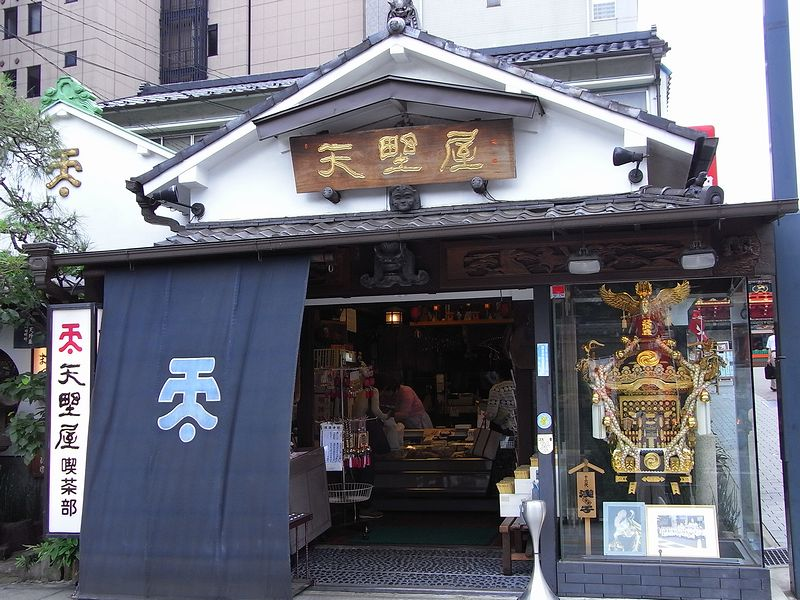
天野屋の売店入口（2008年6月20日）
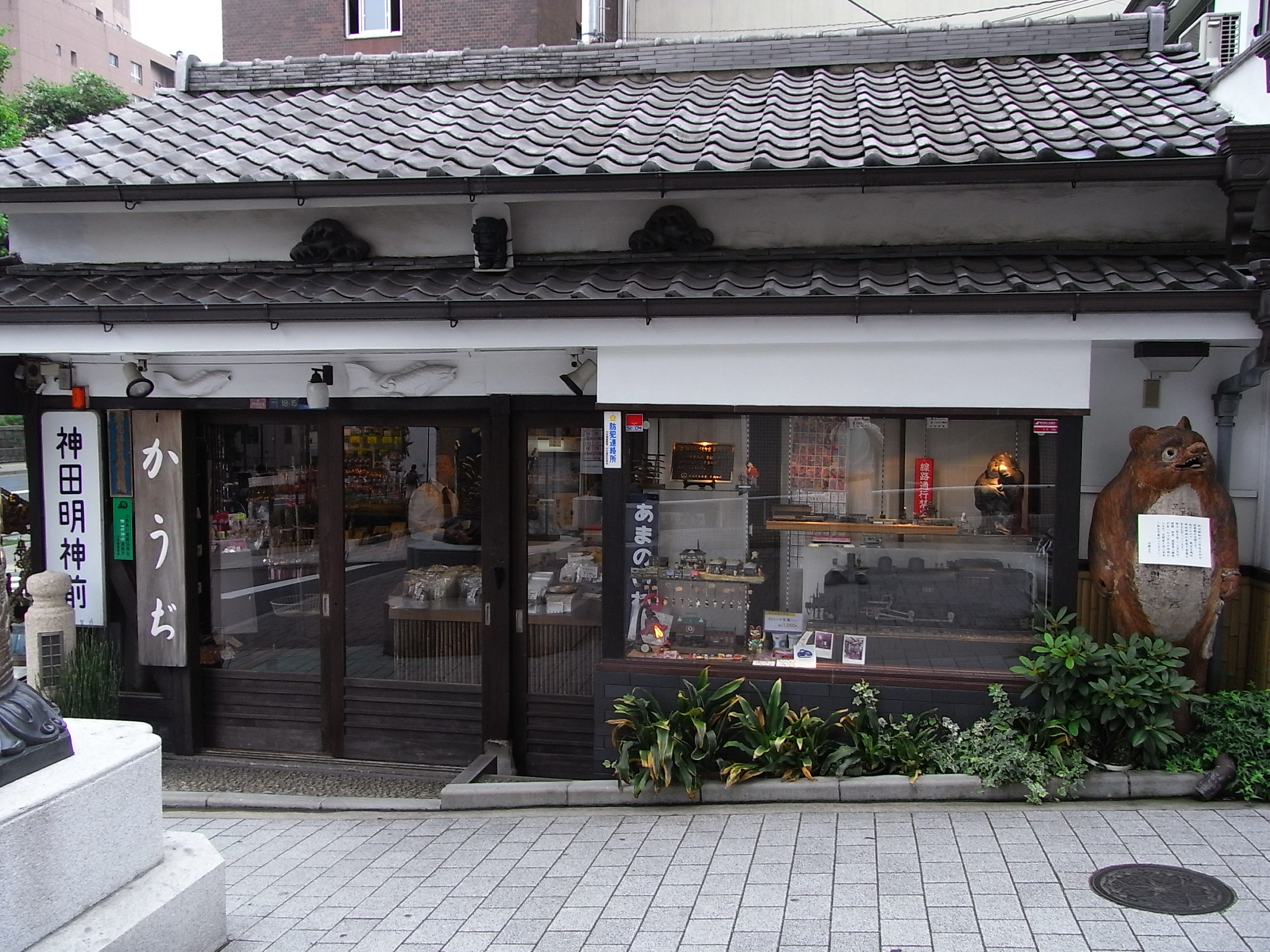
神田明神参道に面した外観（2008年6月20日）
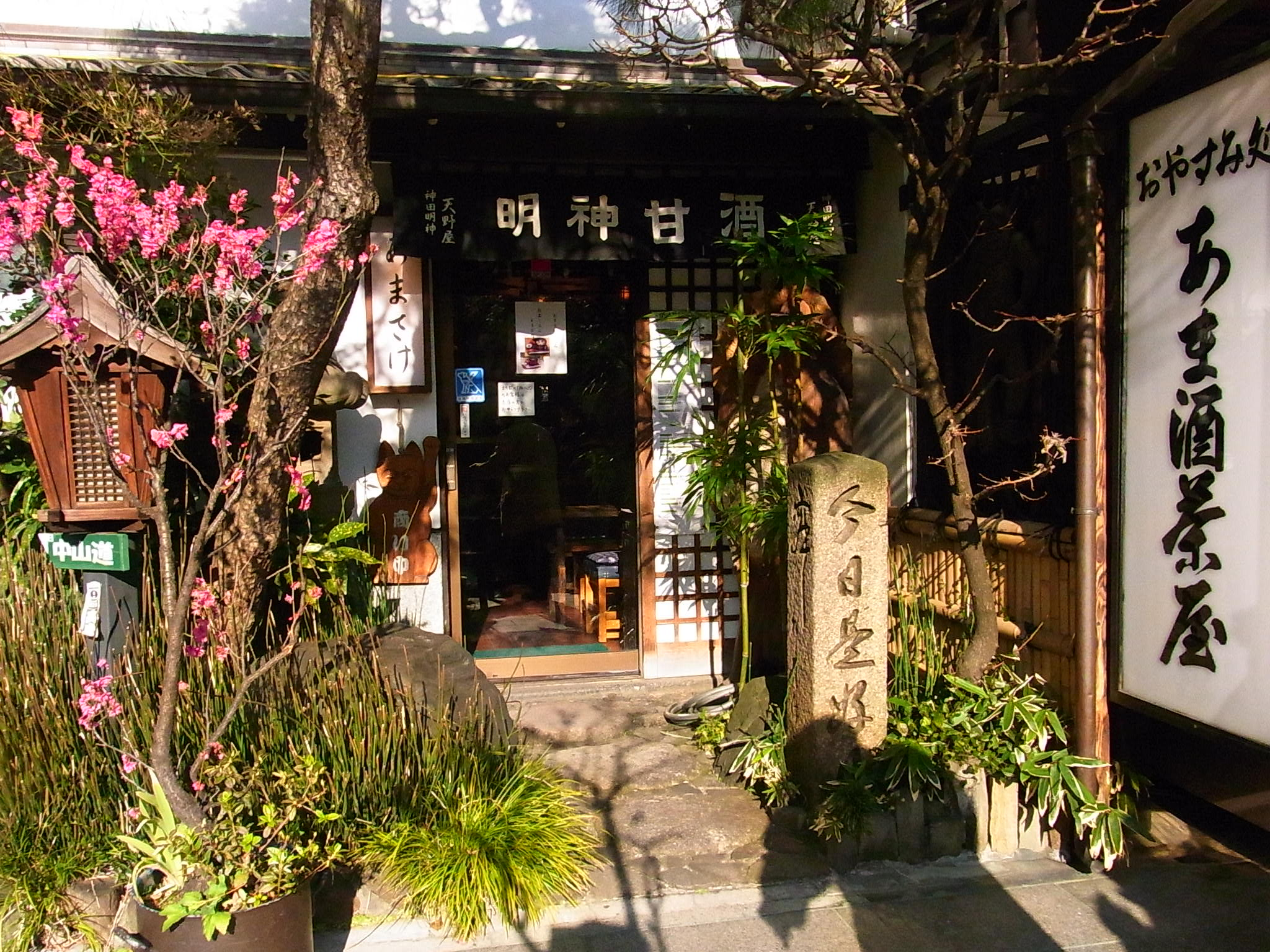
天野屋の喫茶入口（2010年2月3日）
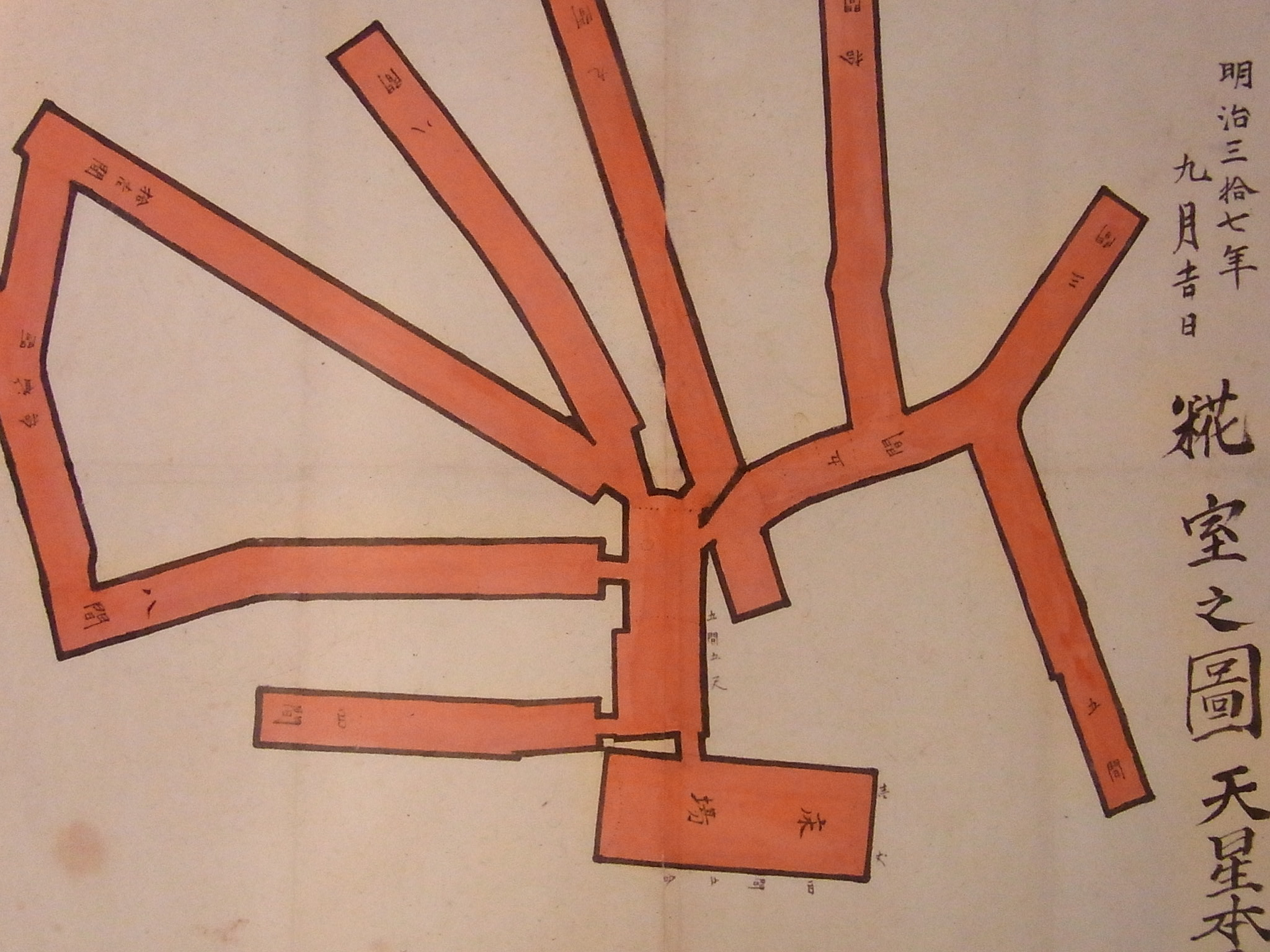
地下6mの土室の平面図（2010年2月3日）
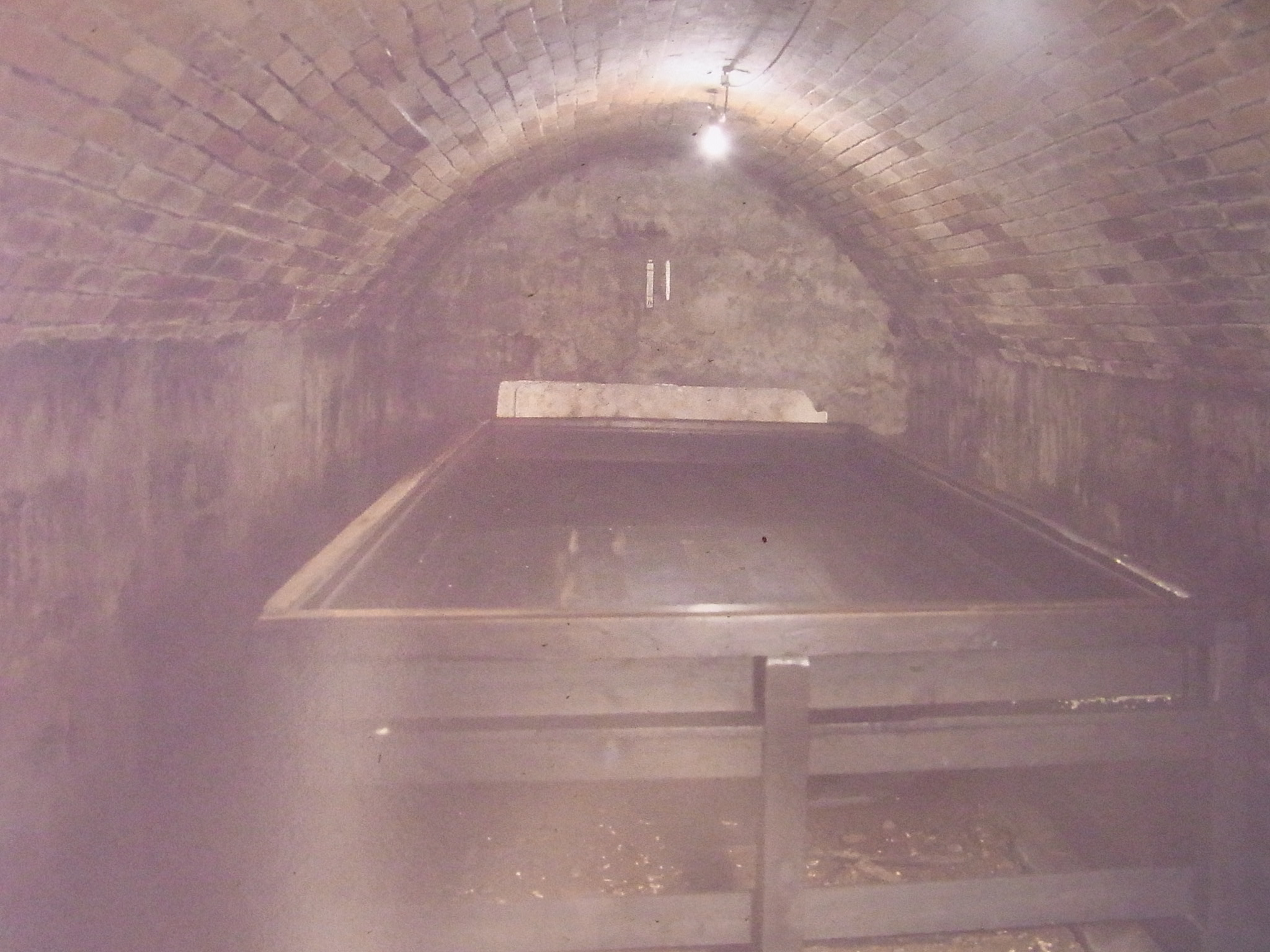
地下6mの土室（2010年2月3日）
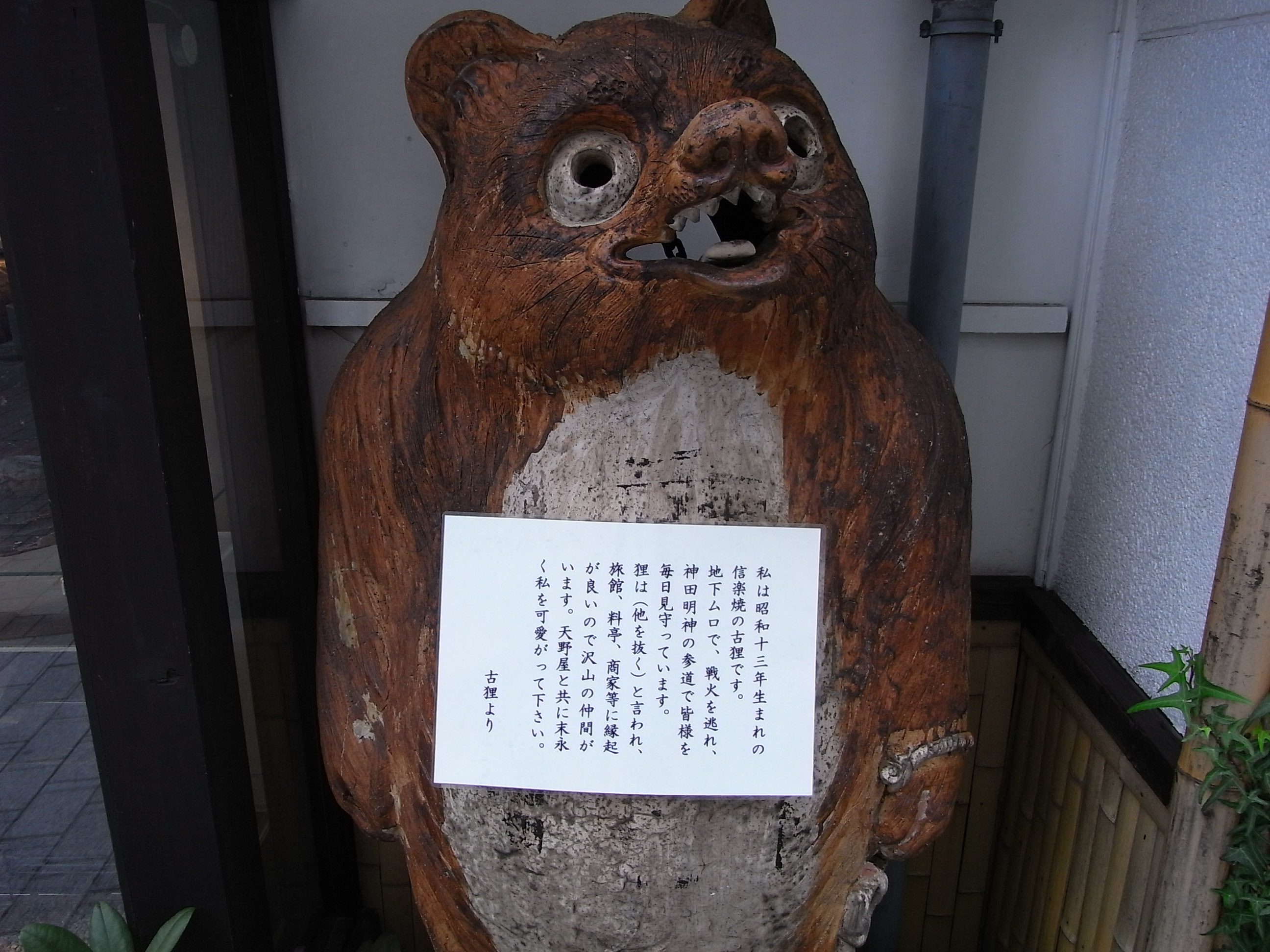
看板の昭和13年生まれの古狸（2008年6月20日）